# دوري أبطال الكونكاكاف 2014–15
دوري أبطال الكونكاكاف 2014–15 هو الموسم 50 من  دوري أبطال الكونكاكاف. أقيم خلال الفترة 5 أغسطس 2014 وحتى 2015، والذي يشرف على تنظيمه كونكاكاف، وكان عدد الأندية المشاركة فيه  24، وفاز فيه نادي أمريكا.

## نتائج الموسم
| المركز | فريق        | لعب | ف | ت | خ | له | عليه | ف.أ | نقاط | ملاحظة |
| ------ | ----------- | --- | - | - | - | -- | ---- | --- | ---- | ------ |
|        | نادي أمريكا |     |   |   |   |    |      |     |      |        |